# Federazione Nazionale Pensionati
La Federazione Nazionale Pensionati (in acronimo FNP) è l'organizzazione della Confederazione Italiana Sindacati Lavoratori (CISL) che associa i pensionati di tutte le categorie.  Nasce, cresce e si espande a partire dal dopoguerra.

## Le origini della FNP in Italia
Associazioni di pensionati si erano costituite in tutta Italia all'indomani della Liberazione italiana il 25 aprile 1945.
Il congresso costitutivo del nuovo organo si svolse a Firenze dal 5 all'8 settembre 1946: nacque la Federazione Italiana Pensionati (FIP).
Nello statuto della FIP sono principali gli scopi: "difendere e migliorare le condizioni economiche, morali e sociali dei pensionati e dei pensionandi".
Il raggiungimento di questi scopi avverrà attraverso l'organizzazione dei pensionati di tutte le categorie mediante l'azione sindacale, con un'azione diretta verso gli Enti e gli organismi di governo, invitando i vecchi compagni di lavoro a uno scambio solidaristico, promuovendo studi sociali, per realizzare la libertà dal bisogno.
La Federazione si proclama indipendente dai partiti politici e fondata sul principio della democrazia interna.
Presidente del nuovo organismo viene eletto Alberto De Martino, che era stato il fautore della unificazione delle varie associazioni.
Le vicissitudini ideologiche e politiche del dopoguerra vengono vissute anche all'interno del movimento sindacale e anche la Federazione dei pensionati segue, nelle sue varie fasi, la complessa vicenda della scissione sindacale.
Il 16 ottobre 1948 i sindacalisti della corrente cristiana della CGIL fondano la Libera CGIL. Successivamente Giulio Pastore, segretario generale del nuovo organismo, realizzando l'unificazione della LCGIL e della Federazione Italiana Lavoratori (FIL) dà il via il 30 aprile 1950 alla Confederazione Italiana Sindacati Lavoratori (CISL). Anche i pensionati vengono coinvolti in questi processi. Infatti Alberto De Martino esce dalla FIP assieme ai propri delegati e a Roma, dal 19 al 21 ottobre 1949, dà vita alla Libera Federazione Pensionati d'Italia (LFPI), che aderisce alla Libera CGIL.
Organizzativamente la LFPI comprende quattro sindacati nazionali: pensionati statali (civili e militari), pensionati parastatali, pensionati enti locali, pensionati della previdenza sociale e marinara.
Giulio Pastore interviene ancora una volta e nell'agosto 1952 annuncia in un articolo su Conquiste del Lavoro - organo della CISL - la costituzione della Federazione nazionale pensionati, affermando "che sono i pensionati stessi che devono dare la misura della propria forza, capacità, dignità, per avere un peso nella pubblica opinione e nel Parlamento".
Il 22 ottobre 1952 a Roma si riuniscono i segretari provinciali di 66 province. Vengono costituiti il consiglio direttivo, il comitato esecutivo e il segretario reggente della nuova federazione. Negli anni a seguire la FNP marca una crescita lenta ma costante: 300.000 iscritti negli anni sessanta, circa 600.000 negli anni settanta; attorno agli 800.000 nei primi anni ottanta. Oggi la FNP conta 2.173.431 di iscritti.
La dirigenza nazionale della FNP dalla costituzione ad oggi: Alberto De Martino (presidente); Giovanni Ballanti (segretario dal 1952); Baldassarre Costantini (segretario dal 1971); Bruno Ricci (segretario dal 1982); Gianfranco Chiapella, segretario dal 1985 (Antonio Noseda, segretario generale aggiunto); Melino Pillitteri, segretario dal 1993 (Marisa Baroni e Carmelo Muscolino, segretario generale aggiunto); Antonio Uda (segretario dal 2001); Ermenegildo Bonfanti (segretario dal 2009); Piero Ragazzini (segretario generale dal 2020); Daniela Fumarola (reggente dal 2022), Emilio Didonè (segretario generale dal 2023).
Dal 2012 promuove e organizza il Festival delle Generazioni, per avviare una confluenza sinergica delle migliori energie degli anziani e dei giovani pronte a impegnarsi creativamente nella soluzione della crisi che condiziona la nostra società.